# Élections générales espagnoles d'avril 2019 en Castille-La Manche
Les élections générales espagnoles d'avril 2019 (en espagnol : Elecciones generales de España de abril de 2019) se sont tenues le dimanche 28 avril 2019 afin d'élire les 350 députés et 208 des 266 sénateurs de la XIIIe législature des Cortes Generales. 21 députés sont élus en Castille-La Manche.

## Résultats
| Parti                  | Parti                                                   | Voix      | %     | +/-   | Sièges | +/-           |  |
| ---------------------- | ------------------------------------------------------- | --------- | ----- | ----- | ------ | ------------- |  |
|                        | Parti socialiste ouvrier espagnol (PSOE)                | 384 461   | 32,38 | 5,10  | 9      | 2             |  |
|                        | Parti populaire (PP)                                    | 269 125   | 22,66 | 20,07 | 6      | 6             |  |
|                        | Ciudadanos (Cs)                                         | 207 530   | 17,48 | 4,44  | 4      | 4             |  |
|                        | Vox                                                     | 181 444   | 15,28 | 15,12 | 2      | 2             |  |
|                        | Unidas Podemos (UP)                                     | 120 747   | 10,17 | 4,57  | 0      | 2             |  |
|                        | Parti animaliste contre la maltraitance animale (PACMA) | 11 088    | 0,93  | 0,20  | 0      | en stagnation |  |
|                        | Liste commune RC-GV-PCAS-TC                             | 2 026     | 0,17  | 0,02  | 0      | en stagnation |  |
|                        | Pour un monde + juste (PUM+J)                           | 1 226     | 0,10  | Nv.   | 0      | en stagnation |  |
|                        | Parti communiste ouvrier espagnol (PCOE)                | 325       | 0,03  | 0,02  | 0      | en stagnation |  |
|                        | Autres partis                                           | 823       | 0,06  | -     | 0      | -             |  |
|                        | Vote blanc                                              | 8 663     | 0,73  | 0,10  |        |               |  |
|                        |                                                         |           |       |       |        |               |  |
| Suffrages exprimés     | Suffrages exprimés                                      | 1 187 458 | 98,61 |       |        |               |  |
| Votes nuls             | Votes nuls                                              | 16 696    | 1,39  |       |        |               |  |
| Total                  | Total                                                   | 1 204 154 | 100   | -     | 21     | en stagnation |  |
| Abstention             | Abstention                                              | 368 410   | 23,43 |       |        |               |  |
| Inscrits/Participation | Inscrits/Participation                                  | 1 572 564 | 76,57 |       |        |               |  |

### Résultats par provinces

#### Albacete
| Parti                  | Parti                                                   | Voix    | %     | +/-   | Sièges | +/-           |  |
| ---------------------- | ------------------------------------------------------- | ------- | ----- | ----- | ------ | ------------- |  |
|                        | Parti socialiste ouvrier espagnol (PSOE)                | 75 005  | 32,00 | 4,84  | 2      | 1             |  |
|                        | Parti populaire (PP)                                    | 51 817  | 22,11 | 18,77 | 1      | 1             |  |
|                        | Ciudadanos (Cs)                                         | 43 835  | 18,70 | 4,13  | 1      | 1             |  |
|                        | Vox                                                     | 33 948  | 14,48 | Nv.   | 0      | en stagnation |  |
|                        | Unidas Podemos (UP)                                     | 24 855  | 10,60 | 4,67  | 0      | 1             |  |
|                        | Parti animaliste contre la maltraitance animale (PACMA) | 2 205   | 0,94  | 0,04  | 0      | en stagnation |  |
|                        | Recortes Cero-Grupo Verde (RC-GV)                       | 324     | 0,14  | 0,01  | 0      | en stagnation |  |
|                        | Pour un monde + juste (PUM+J)                           | 304     | 0,13  | Nv.   | 0      | en stagnation |  |
|                        | Parti communiste des peuples d'Espagne (PCPE)           | 224     | 0,10  | 0,01  | 0      | en stagnation |  |
|                        | Parti communiste des travailleurs espagnols (PCTE)      | 182     | 0,08  | Nv.   | 0      | en stagnation |  |
|                        | Vote blanc                                              | 1 705   | 0,73  | 0,08  |        |               |  |
|                        |                                                         |         |       |       |        |               |  |
| Suffrages exprimés     | Suffrages exprimés                                      | 234 404 | 98,75 |       |        |               |  |
| Votes nuls             | Votes nuls                                              | 2 978   | 1,25  |       |        |               |  |
| Total                  | Total                                                   | 237 382 | 100   | -     | 4      | en stagnation |  |
| Abstention             | Abstention                                              | 72 825  | 23,48 |       |        |               |  |
| Inscrits/Participation | Inscrits/Participation                                  | 310 207 | 76,52 |       |        |               |  |

#### Ciudad Real
| Parti                  | Parti                                                   | Voix    | %     | +/-   | Sièges | +/-           |  |
| ---------------------- | ------------------------------------------------------- | ------- | ----- | ----- | ------ | ------------- |  |
|                        | Parti socialiste ouvrier espagnol (PSOE)                | 100 720 | 34,27 | 5,02  | 2      | en stagnation |  |
|                        | Parti populaire (PP)                                    | 69 559  | 23,67 | 19,86 | 1      | 2             |  |
|                        | Ciudadanos (Cs)                                         | 50 733  | 17,26 | 5,40  | 1      | 1             |  |
|                        | Vox                                                     | 40 313  | 13,72 | Nv.   | 1      | 1             |  |
|                        | Unidas Podemos (UP)                                     | 26 952  | 9,17  | 4,26  | 0      | en stagnation |  |
|                        | Parti animaliste contre la maltraitance animale (PACMA) | 2 360   | 0,80  | 0,04  | 0      | en stagnation |  |
|                        | Recortes Cero-Grupo Verde (RC-GV)                       | 529     | 0,18  | 0,02  | 0      | en stagnation |  |
|                        | Parti social-démocrate des retraités européens (PDSJE)  | 277     | 0,09  | Nv.   | 0      | en stagnation |  |
|                        | Vote blanc                                              | 2 464   | 0,84  | 0,84  |        |               |  |
|                        |                                                         |         |       |       |        |               |  |
| Suffrages exprimés     | Suffrages exprimés                                      | 293 907 | 98,58 |       |        |               |  |
| Votes nuls             | Votes nuls                                              | 4 241   | 1,42  |       |        |               |  |
| Total                  | Total                                                   | 298 148 | 100   | -     | 5      | en stagnation |  |
| Abstention             | Abstention                                              | 98 362  | 24,81 |       |        |               |  |
| Inscrits/Participation | Inscrits/Participation                                  | 396 510 | 75,19 |       |        |               |  |

#### Cuenca
| Parti                  | Parti                                                   | Voix    | %     | +/-           | Sièges | +/-           |  |
| ---------------------- | ------------------------------------------------------- | ------- | ----- | ------------- | ------ | ------------- |  |
|                        | Parti socialiste ouvrier espagnol (PSOE)                | 42 654  | 35,68 | 5,96          | 2      | 1             |  |
|                        | Parti populaire (PP)                                    | 31 997  | 26,77 | 18,98         | 1      | 1             |  |
|                        | Vox                                                     | 16 755  | 14,02 | 13,78         | 0      | en stagnation |  |
|                        | Ciudadanos (Cs)                                         | 16 467  | 13,78 | 4,40          | 0      | en stagnation |  |
|                        | Unidas Podemos (UP)                                     | 9 482   | 7,93  | 5,24          | 0      | en stagnation |  |
|                        | Parti animaliste contre la maltraitance animale (PACMA) | 776     | 0,65  | 0,03          | 0      | en stagnation |  |
|                        | Recortes Cero-Grupo Verde (RC-GV)                       | 135     | 0,11  | en stagnation | 0      | en stagnation |  |
|                        | Autres partis                                           | 249     | 0,21  | -             | 0      | -             |  |
|                        | Vote blanc                                              | 1 015   | 0,85  | 0,14          |        |               |  |
|                        |                                                         |         |       |               |        |               |  |
| Suffrages exprimés     | Suffrages exprimés                                      | 119 530 | 98,68 |               |        |               |  |
| Votes nuls             | Votes nuls                                              | 1 597   | 1,32  |               |        |               |  |
| Total                  | Total                                                   | 121 127 | 100   | -             | 3      | en stagnation |  |
| Abstention             | Abstention                                              | 33 887  | 21,86 |               |        |               |  |
| Inscrits/Participation | Inscrits/Participation                                  | 155 014 | 78,14 |               |        |               |  |

#### Guadalajara
| Parti                  | Parti                                                   | Voix    | %     | +/-   | Sièges | +/-           |  |
| ---------------------- | ------------------------------------------------------- | ------- | ----- | ----- | ------ | ------------- |  |
|                        | Parti socialiste ouvrier espagnol (PSOE)                | 42 521  | 29,80 | 6,78  | 1      | en stagnation |  |
|                        | Parti populaire (PP0                                    | 28 618  | 20,05 | 19,52 | 1      | 1             |  |
|                        | Ciudadanos (Cs)                                         | 26 817  | 18,79 | 2,38  | 1      | 1             |  |
|                        | Vox                                                     | 23 501  | 16,47 | 16,06 | 0      | en stagnation |  |
|                        | Unidas Podemos (UP)                                     | 17 524  | 12,28 | 5,88  | 0      | en stagnation |  |
|                        | Parti animaliste contre la maltraitance animale (PACMA) | 1 816   | 1,27  | 0,24  | 0      | en stagnation |  |
|                        | Recortes Cero-Grupo Verde (RC-GV)                       | 335     | 0,23  | 0,04  | 0      | en stagnation |  |
|                        | Parti communiste ouvrier espagnol (PCOE)                | 325     | 0,23  | 0,13  | 0      | en stagnation |  |
|                        | Pour un monde + juste (PUM+J)                           | 254     | 0,18  | Nv.   | 0      | en stagnation |  |
|                        | Vote blanc                                              | 996     | 0,70  | 0,08  |        |               |  |
|                        |                                                         |         |       |       |        |               |  |
| Suffrages exprimés     | Suffrages exprimés                                      | 142 707 | 98,68 |       |        |               |  |
| Votes nuls             | Votes nuls                                              | 1 904   | 1,32  |       |        |               |  |
| Total                  | Total                                                   | 144 611 | 100   | -     | 3      | en stagnation |  |
| Abstention             | Abstention                                              | 41 896  | 22,46 |       |        |               |  |
| Inscrits/Participation | Inscrits/Participation                                  | 186 507 | 77,54 |       |        |               |  |

#### Tolède
| Parti                  | Parti                                                   | Voix    | %     | +/-   | Sièges | +/-           |  |
| ---------------------- | ------------------------------------------------------- | ------- | ----- | ----- | ------ | ------------- |  |
|                        | Parti socialiste ouvrier espagnol (PSOE)                | 123 561 | 31,13 | 4,54  | 2      | en stagnation |  |
|                        | Parti populaire (PP)                                    | 87 134  | 21,95 | 21,46 | 2      | 1             |  |
|                        | Cs                                                      | 69 678  | 17,56 | 4,58  | 1      | 1             |  |
|                        | Vox                                                     | 66 927  | 16,86 | 16,58 | 1      | 1             |  |
|                        | Unidas Podemos (UP)                                     | 41 934  | 10,57 | 4,12  | 0      | 1             |  |
|                        | Parti animaliste contre la maltraitance animale (PACMA) | 3 931   | 0,99  | 0,07  | 0      | en stagnation |  |
|                        | Recortes Cero-Grupo Verde (RC-GV)                       | 703     | 0,18  | 0,03  | 0      | en stagnation |  |
|                        | Pour un monde + juste (PUM+J)                           | 559     | 0,14  | Nv.   | 0      | en stagnation |  |
|                        | Vote blanc                                              | 2 483   | 0,63  | 0,09  |        |               |  |
|                        |                                                         |         |       |       |        |               |  |
| Suffrages exprimés     | Suffrages exprimés                                      | 396 910 | 98,52 |       |        |               |  |
| Votes nuls             | Votes nuls                                              | 5 976   | 1,48  |       |        |               |  |
| Total                  | Total                                                   | 402 886 | 100   | -     | 6      | en stagnation |  |
| Abstention             | Abstention                                              | 121 440 | 23,16 |       |        |               |  |
| Inscrits/Participation | Inscrits/Participation                                  | 524 326 | 76,84 |       |        |               |  |